# Liste der Biografien/Kup
Liste der Biografien |
Portal Biografien |
Personensuche
# |
A |
B |
C |
D |
E |
F |
G |
H |
I |
J |
K |
L |
M |
N |
O |
P |
Q |
R |
S |
T |
U |
V |
W |
X |
Y |
Z |
?
 
Ka |
Kb |
Kc |
Kd |
Ke |
Kf |
Kg |
Kh |
Ki |
Kj |
Kl |
Km |
Kn |
Ko |
Kp |
Kr |
Ks |
Kt |
Ku |
Kv |
Kw |
Ky |
Kx |
Kz
 
Kua |
Kub |
Kuc |
Kud |
Kue |
Kuf |
Kug |
Kuh |
Kui |
Kuj |
Kuk |
Kul |
Kum |
Kun |
Kuo |
Kup |
Kuq |
Kur |
Kus |
Kut |
Kuu |
Kuv |
Kuw |
Kux |
Kuy |
Kuz
Die Liste der Biografien führt alle Personen auf, die in der deutschsprachigen Wikipedia einen Artikel haben. Dieses ist eine Teilliste mit 306 Einträgen von Personen, deren Namen mit den Buchstaben „Kup“ beginnt.

## Kup
- Kup, Ingrid (* 1954), niederländische Sängerin

### Kupa
- Kupala, Janka (1882–1942), belarussischer Schriftsteller
- Kupantakurunta, König von Arzawa
- Kupantakurunta, hethitischer Vasallenkönig von Mira
- Kupareo, Rajmund (1914–1996), kroatischer Ordensgeistlicher, Dichter und Ästhetiker
- Kuparinen, Matti (* 1984), finnischer Eishockeyspieler

### Kupc
- Kupcewicz, Janusz (1955–2022), polnischer Fußballspieler und -trainer
- Kupchak, Mitch (* 1954), US-amerikanischer Basketballspieler
- Kupchan, Charles A. (* 1958), US-amerikanischer Politikwissenschaftler und Professor für internationale Beziehungen
- Kupchan, S. Morris (1922–1976), US-amerikanischer Chemiker und Onkologe
- Kupchik, Abraham (1892–1970), US-amerikanischer Schachspieler
- Kupčík, Ivan (1943–2022), tschechischer Kartographiehistoriker
- Kupčíková, Lucia (* 1984), slowakische Basketballspielerin
- Kupčinskas, Andrius (* 1975), litauischer Politiker, Bürgermeister von Kaunas (2007–2011)
- Kupčinskas, Juozas (1906–1971), litauischer Wissenschaftler und Hochschullehrer, Abgeordneter des Obersten Sowjets der litauischen SSR
- Kupčinskas, Rytas (* 1949), litauischer Politiker, Mitglied des Seimas
- Küpçü, Recep (1934–1976), bulgarischer Dichter, Schriftsteller und Journalist türkischer Abstammung
- Kupczak, Józef (1917–1999), polnischer Radrennfahrer
- Kupczak, Szczepan (* 1992), polnischer Nordischer Kombinierer
- Kupczyk, Andrzej (* 1948), polnischer Mittelstreckenläufer
- Kupczyk, Franz-Josef (1928–2012), deutscher Geiger und Solist
- Kupczyk, Michael (* 1971), deutscher Regisseur und Schauspieler
- Kupczyk, Nina (* 1979), deutsche Regisseurin

### Kupe
- Küpeli, Sefa (* 1994), türkischer Fußballspieler
- Kupelian, Krikor Bedros V. (1738–1812), Patriarch von Kilikien der Armenisch-katholischen Kirche
- Kupelwieser, Franz (1830–1903), österreichischer Montanist
- Kupelwieser, Hans (* 1948), österreichischer Bildhauer
- Kupelwieser, Joseph (1791–1866), österreichischer Theatersekretär und Librettist
- Kupelwieser, Karl (1841–1925), österreichischer Jurist, Mäzen und Landwirt
- Kupelwieser, Leopold (1796–1862), österreichischer MalerLeopold Kupelwieser (1796–1862)

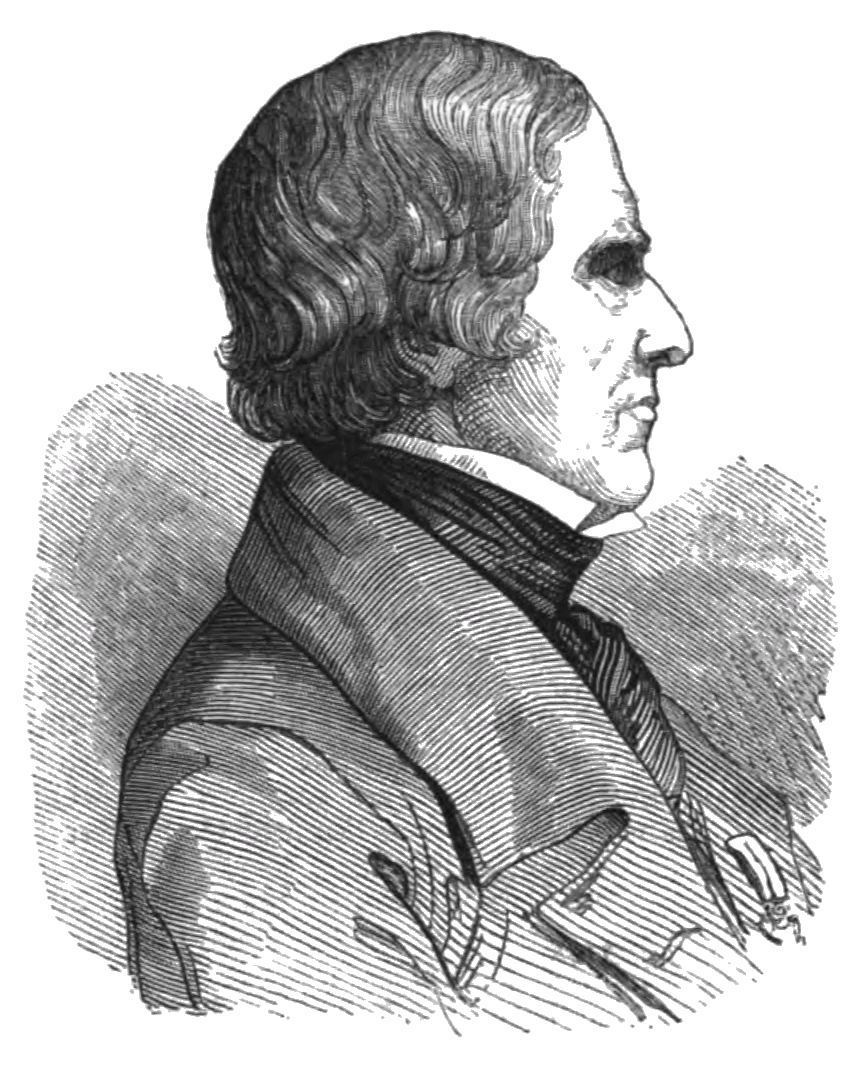
Leopold Kupelwieser (1796–1862)

- Kupelwieser, Paul (1843–1919), österreichischer Industrieller
- Kuper, André (* 1960), deutscher Politiker (CDU)André Kuper (* 1960)

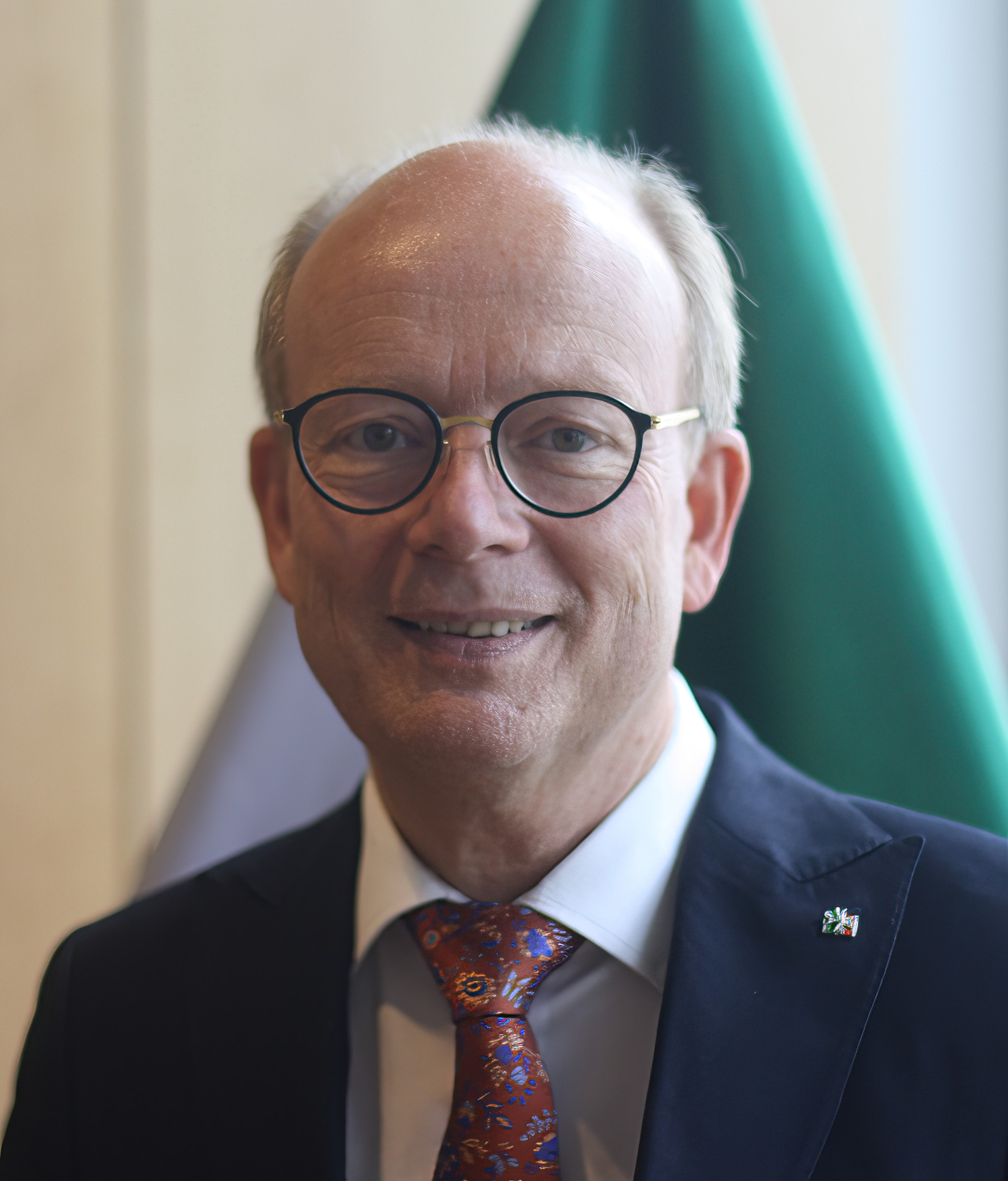
André Kuper (* 1960)

- Küper, Barbara (* 1956), deutsche Literaturagentin und Übersetzerin
- Küper, Bernward (* 1963), deutscher Politiker (CDU), Oberbürgermeister der Stadt Naumburg (Saale)
- Küper, Elisabeth (1901–1991), deutsche Gewerkschafterin und Politikerin (CDU), MdL
- Küper, Ernst (1835–1912), deutscher Verwaltungsjurist, Oberbürgermeister von Krefeld, MdHH
- Kuper, Harm (* 1966), deutscher Erziehungswissenschaftler und Hochschullehrer
- Kuper, Hilda (1911–1992), simbabwische Anthropologin
- Kuper, Peter (* 1958), US-amerikanischer Comiczeichner
- Küper, Romina (* 1992), deutsche Schauspielerin
- Kuper, Simon (* 1969), britischer Journalist und Autor
- Küper, Thorsten (* 1969), deutscher Schriftsteller
- Küper, Ursula (* 1937), deutsche Schwimmerin
- Küper, Walter (1903–1986), deutscher Politiker (NSDAP), Bürgermeister in Düren
- Küper, Wilfried (1937–2020), deutscher Rechtswissenschaftler
- Küper, Wilhelm (1902–1957), deutscher Agrarpolitiker (NSDAP), SS-Brigadeführer und Militärverwaltungsvizechef
- Küper, Wolf (* 1973), deutscher Wissenschaftler, Lehrer und Autor
- Kuperassow, Konstantin Wjatscheslawowitsch (* 1991), russischer Bahnradfahrer
- Kuperberg, Greg (* 1967), US-amerikanischer Mathematiker
- Kuperberg, Krystyna (* 1944), US-amerikanische Mathematikerin polnischer Herkunft
- Kuperberg, Regina (* 1922), polnische Musikerin, Überlebende des Vernichtungslagers Auschwitz und Bergen-Belsen
- Kuperion, Alois (1891–1966), Südtiroler Maler
- Kuperjanov, Julius (1894–1919), estnischer Soldat und Partisanenführer
- Kupers, Thijmen (* 1991), niederländischer Leichtathlet
- Küpers, Wendelin (* 1965), deutscher Wirtschaftswissenschaftler, Organisations- und Führungsforscher
- Kupetz, Günter (1925–2018), deutscher Industriedesigner
- Kupetz, Harry (1909–1978), österreichischer Schauspieler bei Bühne und Film
- Kupetz, Sigrid (1926–2017), deutsche Designerin und Hochschullehrerin
- Kupetzky, Johann († 1740), böhmischer Maler

### Kupf
- Kupf, Martin (* 1935), österreichischer Restaurator
- Kupfer, Amandus (1879–1952), deutscher Schriftsteller und Verleger
- Kupfer, Andreas (1914–2001), deutscher Fußballspieler
- Kupfer, Angelus (1900–1951), 34. Abt der Benediktinerabtei Ettal
- Kupfer, Antonia, deutsche Soziologin; Professorin der TU Dresden
- Kupfer, Bettina (* 1963), deutsche Schauspielerin und AutorinBettina Kupfer (* 1963)

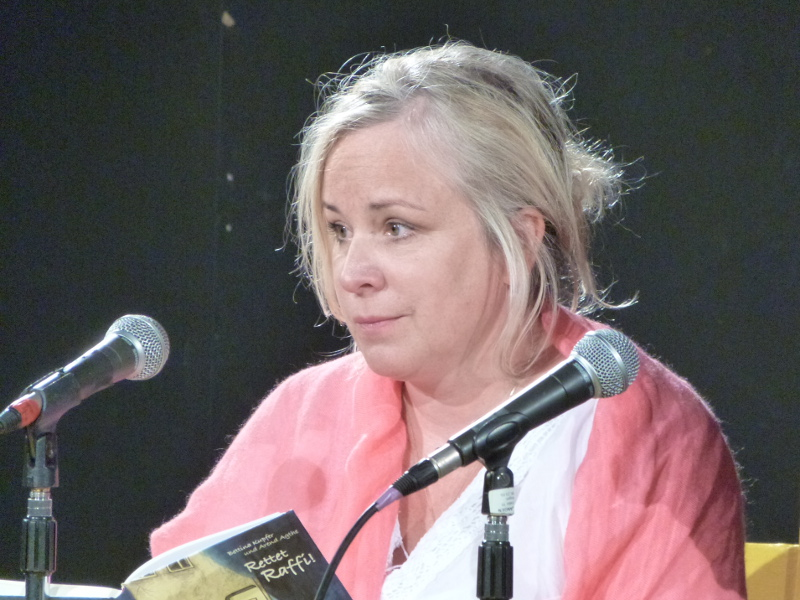
Bettina Kupfer (* 1963)

- Kupfer, Elsie (1877–1974), deutschamerikanische Botanikerin
- Kupfer, Erhard (1882–1942), bayerischer Landtagsabgeordneter (SPD)
- Kupfer, Ernst (1907–1943), deutscher Pilot und Ritterkreuzträger im Zweiten Weltkrieg
- Kupfer, Frank (* 1962), deutscher Politiker (DDR-CDU, CDU), MdL, Staatsminister in Sachsen
- Kupfer, Harry (1935–2019), deutscher Opernregisseur
- Küpfer, Heinrich Carl Wilhelm (1792–1865), deutscher Freiheitskämpfer, Diplomat und Parlamentarier
- Kupfer, Herbert (1927–2013), deutscher Bauingenieur und Hochschullehrer
- Kupfer, Jerry, US-amerikanischer Film- und Fernsehproduzent
- Kupfer, Joachim (1938–2021), deutscher Politiker (CDU), MdL, Minister in Sachsen-Anhalt
- Kupfer, Jochen (* 1969), deutscher Opernsänger
- Küpfer, Johann Friedrich (1708–1766), deutsch-schweizerischer Industrieller
- Kupfer, Johann Michael (1859–1917), deutsch-österreichischer Maler und Bildhauer
- Kupfer, Jürgen (* 1938), deutscher Elektrotechniker
- Kupfer, Karl (1921–2003), deutscher Fußballspieler
- Kupfer, Karl (* 1921), deutscher Fußballspieler
- Kupfer, Konrad (1883–1965), deutscher Gymnasiallehrer und Heimatforscher
- Kupfer, Kristiane (* 1960), deutsche Schauspielerin
- Kupfer, Lothar (* 1950), deutscher Politiker (CDU) und Innenminister von Mecklenburg-Vorpommern
- Kupfer, Magdalena (1910–2011), deutsche Religionspädagogin und Politikerin (CDU)
- Kupfer, Manfred (* 1948), deutscher Fußballspieler
- Kupfer, Margarete (1881–1953), deutsche SchauspielerinMargarete Kupfer (1881–1953)

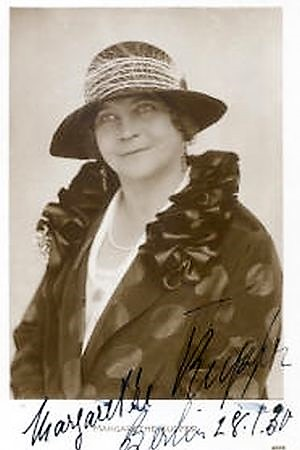
Margarete Kupfer (1881–1953)

- Kupfer, Matthias (* 1963), deutscher Schauspieler, Hörspiel- und Synchronsprecher und Dialogregisseur
- Küpfer, Max (1888–1940), Schweizer Hochschullehrer und Zoologe
- Kupfer, Max (* 1897), deutscher Marineoffizier und Politiker (CDU), Bürgermeister von Neumünster
- Kupfer, Max (* 1982), deutscher Filmschauspieler
- Kupfer, Peter (* 1946), deutscher Sinologe und Hochschullehrer
- Kupfer, Rolf (1942–2015), deutscher Fußballspieler
- Küpfer, Samuel (1687–1765), Schweizer Politiker und Unternehmer
- Kupfer, William Francis (1909–1998), US-amerikanischer römisch-katholischer Geistlicher
- Kupfer-Berger, Mila (1852–1905), österreichische Opernsängerin (dramatischer Sopran) und Gesangspädagogin
- Kupfer-Gomansky, Caesarine (1818–1886), deutsche Schauspielerin
- Kupfer-Koberwitz, Edgar (1906–1991), deutscher Journalist, Autor und KZ-Überlebender
- Kupfer-Radecky, Michael (* 1972), deutscher Opernsänger (Bariton)
- Kupferberg, Christian Adalbert (1824–1876), deutscher Unternehmer
- Kupferberg, Shelly (* 1974), deutsche JournalistinShelly Kupferberg (* 1974)

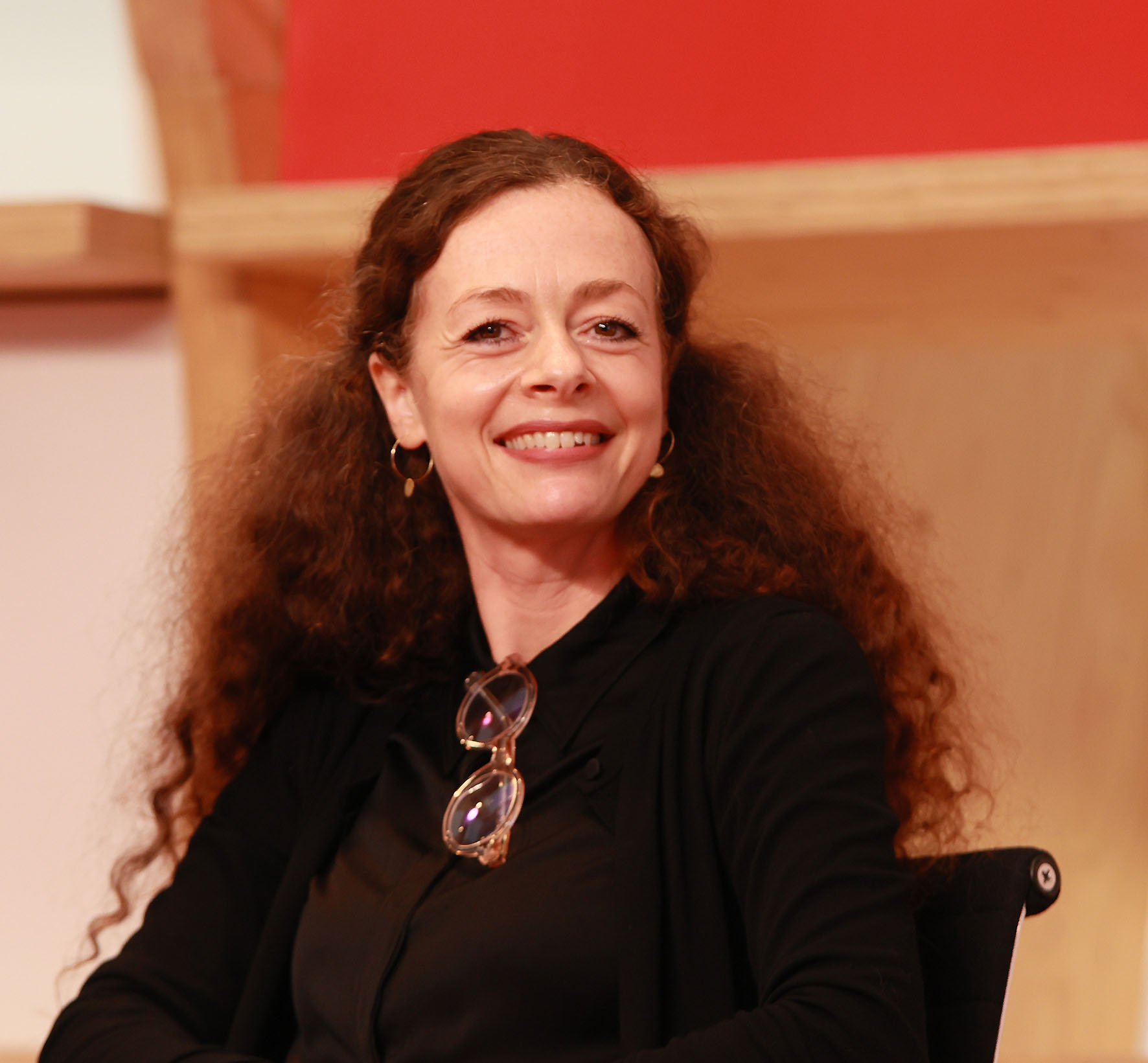
Shelly Kupferberg (* 1974)

- Kupferberg, Tuli (1923–2010), US-amerikanischer Poet, Autor, Cartoonist, Herausgeber und Musiker
- Kupferblum, Markus (* 1964), österreichischer Opern- und Theaterregisseur, Autor und Clown
- Küpferling, Otto, deutscher Bahnradsportler
- Kupferman, Meyer (1926–2003), US-amerikanischer Komponist, zunächst auch Jazzmusiker
- Kupferman, Orna, israelische Informatikerin
- Kupferman, Theodore R. (1920–2003), US-amerikanischer Jurist und Politiker
- Kupfermann, Erasmus, deutscher Geistlicher und Alchemist
- Kupfermann, Michael (* 1954), deutscher Autor und Künstler
- Kupfernagel, Hanka (* 1974), deutsche RadsportlerinHanka Kupfernagel (* 1974)

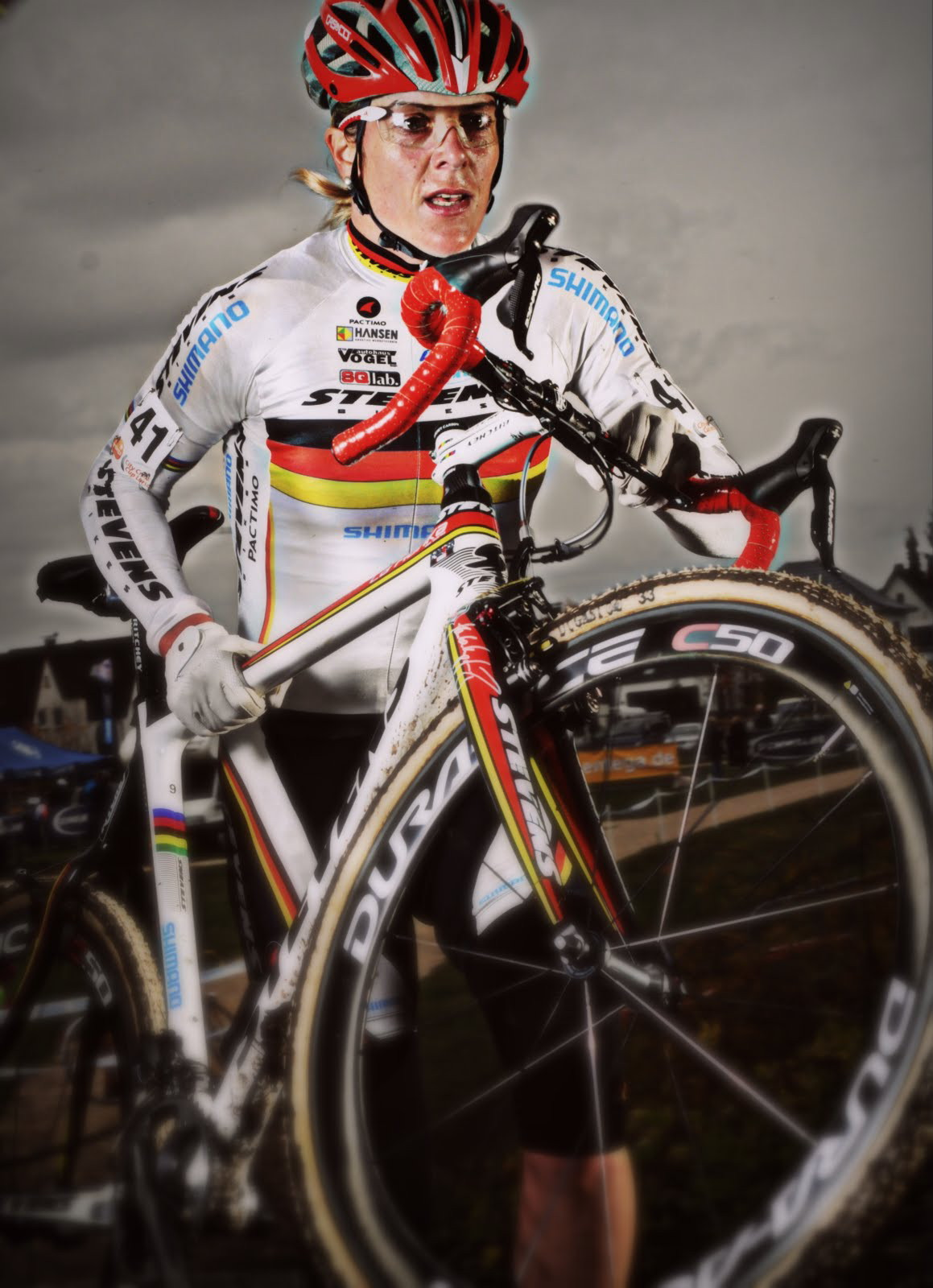
Hanka Kupfernagel (* 1974)

- Kupfernagel, Heinz (1922–2014), deutscher Maler und Grafiker
- Kupfernagel, Stefan (* 1977), deutscher Radrennfahrer
- Kupferoth, Elsbeth (1920–2017), deutsche Designerin
- Kupferschmid, Carl (* 1951), Schweizer Triathlet
- Kupferschmid, Hermann (1885–1975), deutscher Maler und Radierer
- Kupferschmid, Indra (* 1973), deutsche Typografin
- Kupferschmidt, Kai (* 1982), deutscher Wissenschaftsjournalist
- Kupferschmidt, Peter (* 1942), deutscher Fußballspieler
- Kupferschmidt, Walter (1931–2019), deutscher Ökonom und Hochschullehrer
- Kupferschmied, Gerda (* 1942), deutsche Hochspringerin
- Kupferschmied, Manfred (* 1941), deutscher Fußballspieler und -trainer
- Kupfersztoch, Abraham Jizchak (1864–1940), deutsch-polnischer chassidischer Rabbiner
- Kupffer, Adolph Theodor (1799–1865), russischer Physiker und Chemiker
- Kupffer, Elisar von (1872–1942), deutsch-baltischer Künstler, Schriftsteller, Historiker und Übersetzer
- Kupffer, Hugo von (1853–1928), deutscher Journalist und Autor
- Kupffer, Karl Wilhelm von (1829–1902), deutscher Anatom und Mitbegründer der modernen Embryologie
- Küpfmüller, Karl (1897–1977), deutscher Elektrotechniker
- Kupfner, Simone (* 1996), österreichische Biathletin
- Kupfrian, Fritz (1879–1953), deutscher Politiker

### Kuph
- Kuphal, Erich (1895–1965), deutscher Historiker und Archivar
- Kuphal, Jens (* 1964), deutscher Musikproduzent, Musiker, Komponist, Schauspieler und Offshore-Segler
- Kuphal, Otto (1890–1946), deutscher Politiker (SPD), Oberbürgermeister von Rostock
- Kuphaldt, Georg (1853–1938), deutscher Gartenarchitekt

### Kupi
- Kupi, Abaz (1892–1976), albanischer Politiker und Widerstandskämpfer
- Kupiainen, Antti (* 1954), finnischer mathematischer Physiker
- Kupiec, Ewa (* 1964), polnische Pianistin
- Kupiecki, Robert (* 1967), polnischer Diplomat und Politiker (parteilos)
- Kupinic, Ernad (* 2006), österreichischer Fußballspieler
- Kupisch, Berthold (1932–2015), deutscher Rechtswissenschaftler und Hochschullehrer
- Kupisch, Karl (1903–1982), deutscher evangelischer Kirchenhistoriker
- Kupisch, Tanja (* 1973), deutsche Romanistin
- Kupisz, Tomasz (* 1990), polnischer Fußballspieler

### Kupj
- Kupjetz, Jörg (* 1975), deutscher Rechtswissenschaftler

### Kupk
- Kupka, Augustin (1844–1897), österreichischer Rechtsanwalt und christlichsozialer Politiker
- Kupka, Engelbert (* 1939), deutscher Politiker (CSU), MdL; Sportfunktionär
- Kupka, František (1871–1957), tschechischer MalerFrantišek Kupka (1871–1957)

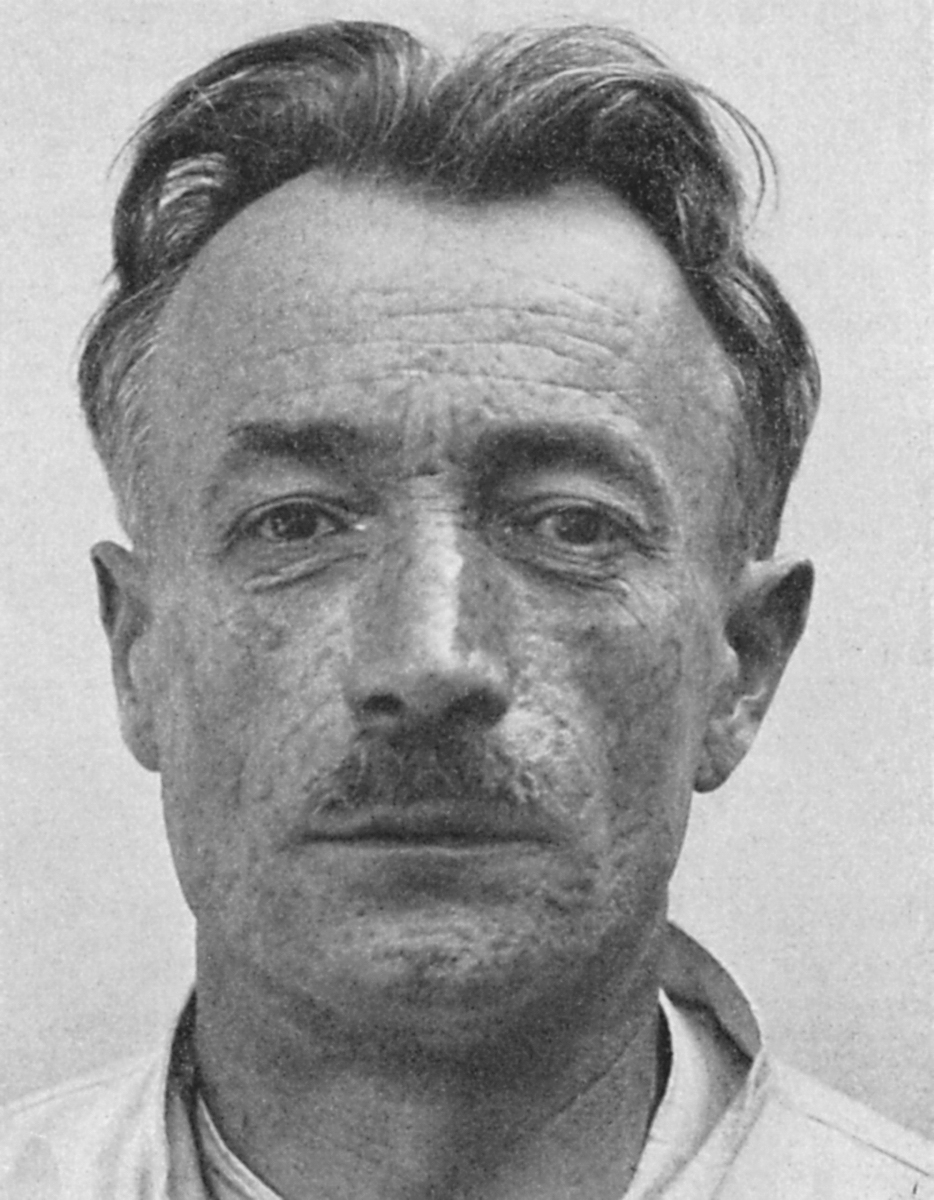
František Kupka (1871–1957)

- Kupka, Johann (1899–1942), deutscher kommunistischer Widerstandskämpfer
- Kupka, Josef (1862–1941), tschechischer Geistlicher, Bischof von Brünn
- Kupka, Mahret Ifeoma (* 1980), deutsche Museumskuratorin und Autorin
- Kupka, Markus (* 1964), deutscher Reproduktionsmediziner
- Kupka, Martin (* 1975), tschechischer Politiker
- Kupka, Paul (1866–1949), deutscher Historiker, Lehrer und Prähistoriker
- Kupka, Theofil (1885–1920), schlesischer Politiker
- Kupke, Adolf (1900–1975), deutscher VdgB-Funktionär und SED-Funktionär
- Kupke, Christian (* 1959), deutscher Philosoph
- Kupke, Elmar (1942–2018), deutscher Aphoristiker und Stadtphilosoph
- Kupke, Georg (1866–1950), deutscher Historiker und Archivar
- Kupke, Gerhard (* 1936), deutscher Maschinenschlosset und Mitglied der Volkskammer der DDR
- Kupke, Hans (1885–1966), deutscher Krupp-Mitarbeiter und Angeklagter im Krupp-Prozess
- Kupke, Joachim (* 1947), deutscher Maler und Grafiker
- Kupke, Johannes (1894–1988), deutscher Mediziner
- Kupke, Jürgen (* 1960), deutscher Jazz- und Theatermusiker
- Kupke, Lena (* 1986), deutsche Stand-up-Comedian, Kabarettistin, Moderatorin, Autorin und Schauspielerin
- Kupke, Peter (1932–2022), deutscher Theaterregisseur und -intendant
- Kupke, Ronny (* 1977), deutscher Politiker (BSW)
- Kupke, Wolfgang (* 1952), deutscher Kirchenmusiker und Hochschullehrer
- Küpker, Erich (1933–2012), deutscher Agraringenieur und Politiker (FDP), MdL, niedersächsischer Landesminister
- Kupkovič, Ladislav (1936–2016), slowakischer Komponist, Dirigent und Hochschullehrer

### Kupl
- Kupla (* 1988), finnischer Musiker, Musikproduzent und Sounddesigner

### Kupn
- Kupny, Józef (* 1956), polnischer Geistlicher und römisch-katholischer Erzbischof von Breslau

### Kupo
- Küpoğlu, Tarık (* 1948), türkischer Fußballspieler
- Kupowez, Wiktor Wladimirowitsch (* 1963), sowjetischer Radsportler

### Kupp
- Kupp, Cooper (* 1993), US-amerikanischer American-Football-SpielerCooper Kupp (* 1993)

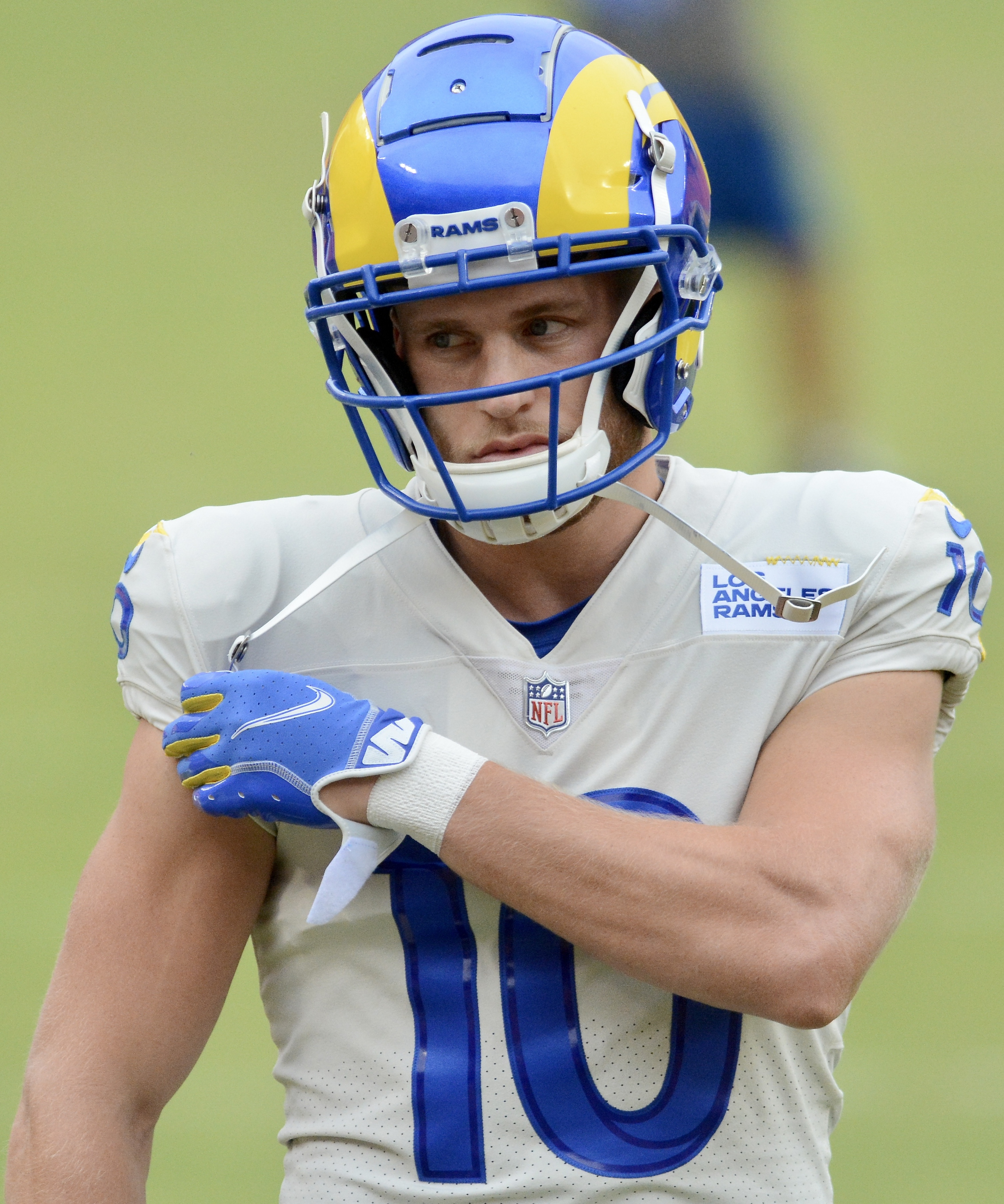
Cooper Kupp (* 1993)

- Kuppe, Albert (* 1988), deutscher Basketballspieler
- Kuppe, Gerlinde (* 1945), deutsche Politikerin (SPD), MdV, MdL
- Kuppe, Johannes (* 1935), deutscher Soziologe
- Kuppe, Karl-Rainer (1946–2010), deutscher Maler und Grafiker
- Kuppel, Edmund (* 1947), deutscher Künstler
- Kuppel, Gotthart (* 1946), deutscher Theaterautor, Librettist und bildender Künstler
- Kuppelmayer, Alfred (1918–1977), deutscher Musiklehrer und Komponist
- Kuppelmayr, Max (1811–1888), deutscher Altertumssammler
- Kuppelmayr, Rudolf (1843–1918), deutscher Maler
- Küppenbender, Heinz (1901–1989), deutscher Manager
- Küppenbender, Peter (1899–1961), niedersächsischer Politiker (KPD)
- Kuppenheim, Rudolf (1865–1940), deutscher Arzt
- Küpper, Anke (* 1966), deutsche Schriftstellerin
- Kupper, Annelies (1906–1987), deutsche Opernsängerin (Sopran)
- Kupper, August (1905–1938), deutscher Luftfahrtingenieur, Leiter der Akaflieg München
- Küpper, Christel (1906–1995), deutsche Friedensaktivistin
- Küpper, Cornelius (* 1991), deutscher FußballkommentatorCornelius Küpper (* 1991)

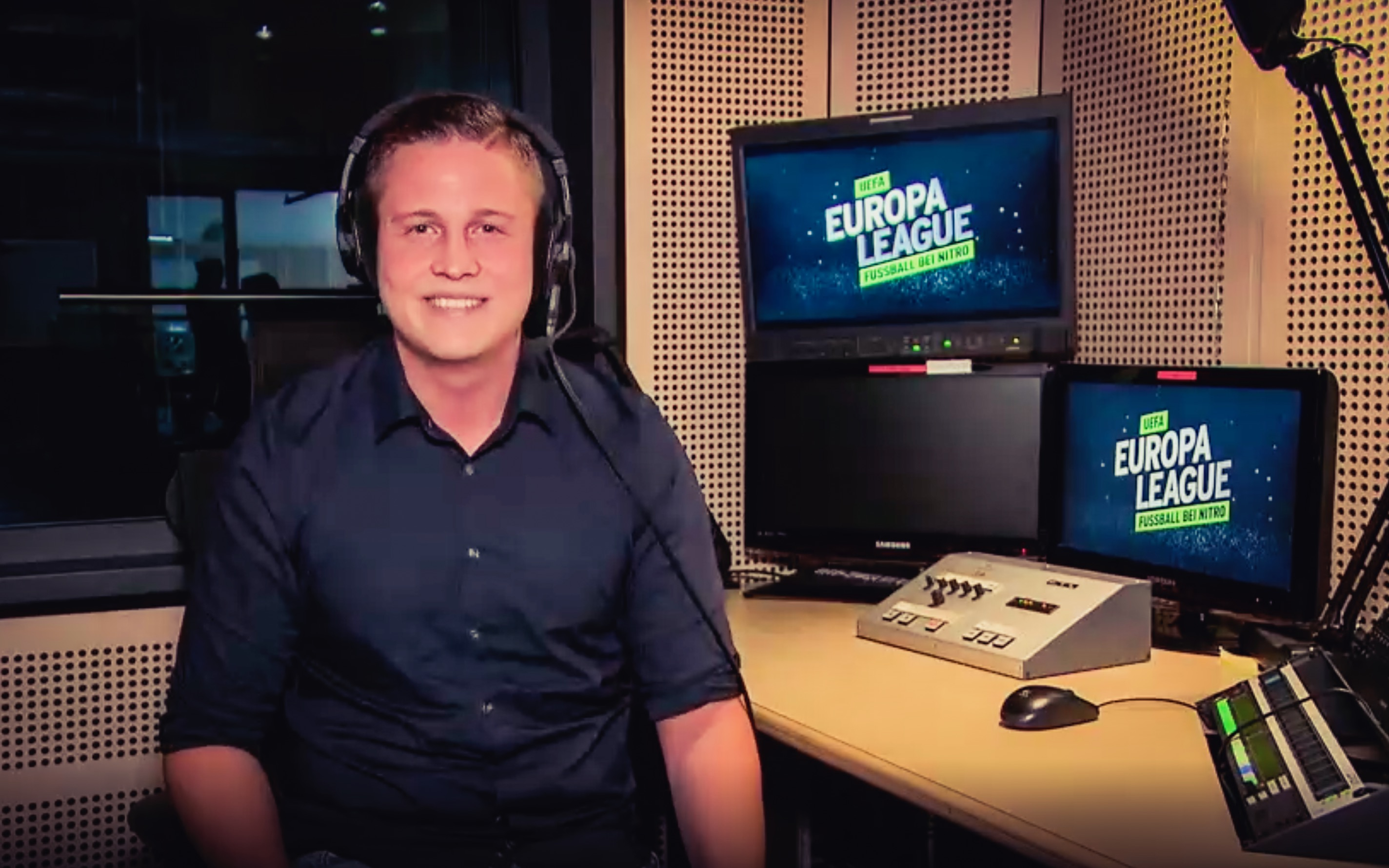
Cornelius Küpper (* 1991)

- Küpper, Frank (* 1967), deutscher Kameramann
- Küpper, Georg (1949–2016), deutscher Jurist und Hochschullehrer
- Kupper, Hanna-Maria (* 1995), estnische Diskuswerferin
- Küpper, Hannes (1897–1955), deutscher Dramaturg, Regisseur und Schriftsteller
- Küpper, Hans-Ulrich (* 1945), deutscher Ökonom
- Küpper, Hansi (* 1961), deutscher Fußballkommentator
- Küpper, Heinrich (1904–2000), österreichischer Geologe
- Küpper, Heinz (1909–1999), deutscher Sprachwissenschaftler
- Küpper, Heinz (1930–2005), deutscher Schriftsteller
- Küpper, Heinz (1935–2023), deutscher Politiker (CDU), MdL
- Küpper, Helmut (1904–1956), deutscher Verleger
- Küpper, Herbert (* 1964), deutscher Jurist
- Küpper, Inge (* 1914), österreichische Montanistin und Chemikerin
- Küpper, Jo Hanns (1907–1986), deutscher Grafiker und Maler
- Küpper, Joachim (* 1952), deutscher Romanist
- Küpper, Jochen (* 1971), deutscher Physiker und Chemiker
- Küpper, Johann Abraham (1779–1850), deutscher protestantischer Theologe und Pädagoge
- Kupper, Josef (1932–2017), Schweizer Mathematiker und Schachspieler
- Küpper, Karl (1843–1880), preußischer Landrat
- Küpper, Karl (1905–1970), deutscher Büttenredner (Köln), der sich offen gegen die Nationalsozialisten positionierteKarl Küpper (1905–1970)

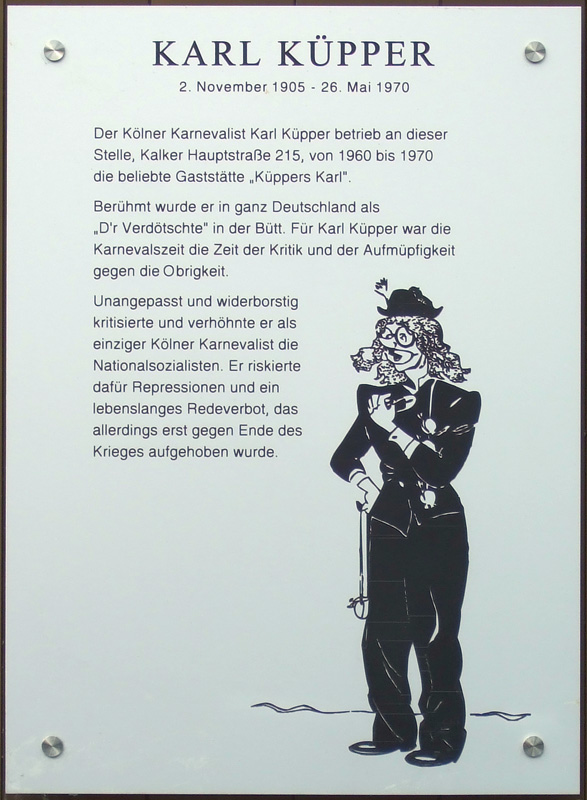
Karl Küpper (1905–1970)

- Küpper, Katharina (* 1985), deutsche Schauspielerin
- Kupper, Klaus, deutscher Sportwissenschaftler
- Küpper, Kurt (* 1948), deutscher Wasserballspieler
- Kupper, Lenčka (* 1938), kärntnerslowenische Dichterin
- Kupper, Martin (* 1989), estnischer Diskuswerfer
- Küpper, Moritz (* 1980), deutscher Politologie, Hörfunkjournalist und Morderator
- Küpper, Norbert, deutscher Zeitungsdesigner, Grafik-Designer, Typograf und Leseforscher
- Küpper, Norbert (* 1964), deutscher Maler, Kunsthistoriker und Musiker
- Kupper, Patrick (* 1970), Schweizer Wirtschafts- und Sozialhistoriker
- Küpper, Petruța (* 1981), rumänische PanflötistinPetruța Küpper (* 1981)

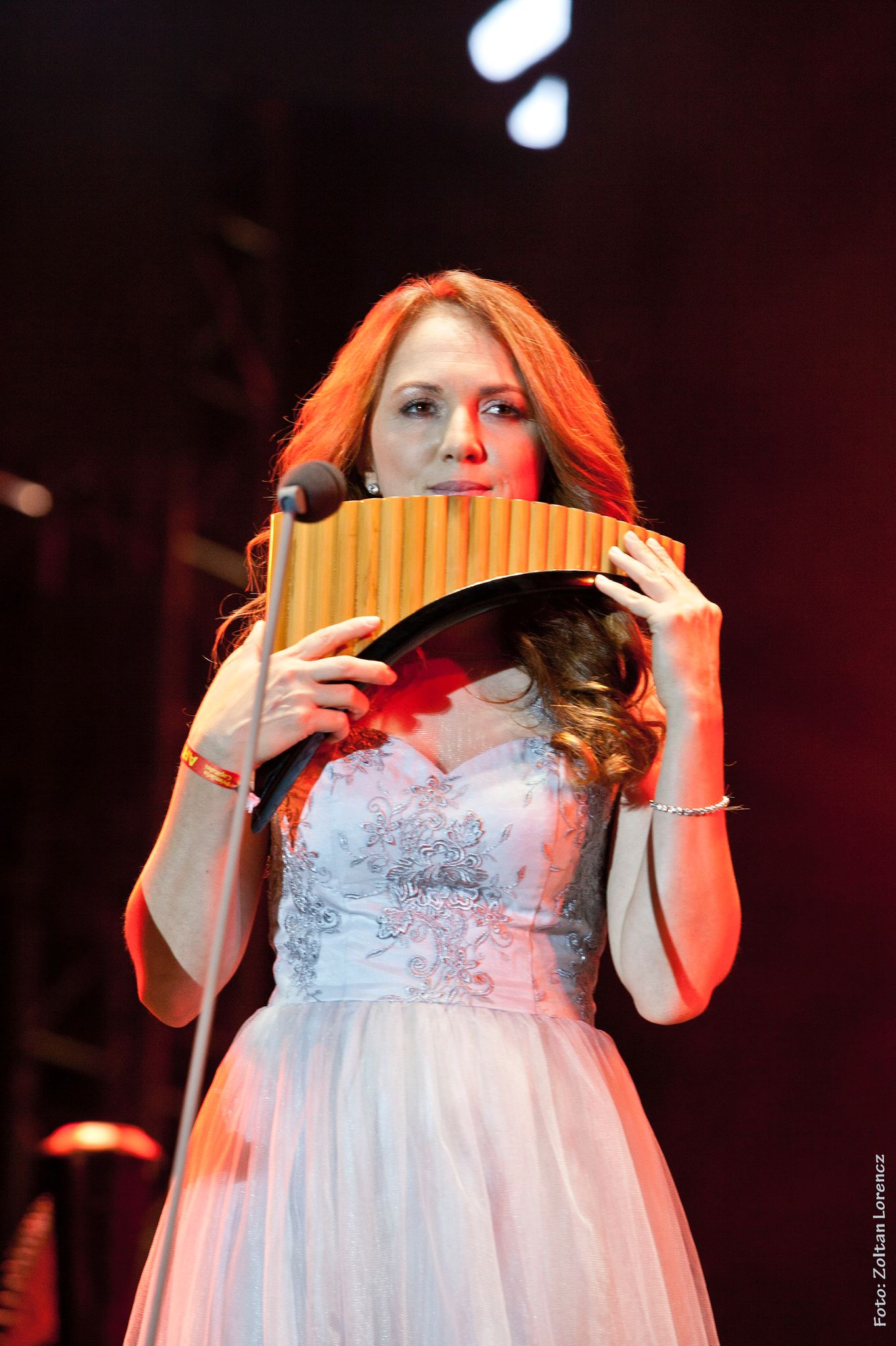
Petruța Küpper (* 1981)

- Küpper, Robert († 1701), deutscher Zisterzienserabt
- Küpper, Sandra (* 1978), deutsche Dramaturgin, Kuratorin und Theaterleiterin
- Küpper, Tassilo (* 1947), deutscher Mathematiker und ehemaliger Universitätsrektor
- Kupper, Walter (1874–1953), Schweizer Botaniker
- Küpper, Walter Julius (1905–1966), deutscher Maler, Grafiker und Radierer
- Kupper, Werner (1926–2014), deutscher Leichtathlet
- Küpper, Will (1893–1972), deutscher Maler
- Küpper, Willi (* 1942), deutscher Betriebswirt und emeritierter Hochschullehrer (Universität Hamburg)
- Kupperberg, Paul (* 1955), US-amerikanischer Comicautor
- Küpperbusch, Bernd (* 1955), deutscher Politiker (SPD)
- Küppers, Albert (1842–1929), deutscher Bildhauer und Hochschullehrer
- Küppers, Anneliese (1929–2010), deutsche Dressurreiterin
- Küppers, Arnd (* 1973), deutscher römisch-katholischer Theologe und Sozialethiker
- Küppers, Bernd-Olaf (* 1944), deutscher Physiker, Philosoph und Theoretischer Biologe
- Küppers, Bernhard (1934–2008), deutscher Architekt und Baubeamter
- Küppers, Erica (1891–1968), evangelische Pfarrerin
- Küppers, Ernst (1904–1976), deutscher Schwimmer
- Küppers, Ernst-Joachim (1942–2025), deutscher Schwimmer
- Küppers, Günter (* 1939), deutscher Physiker, Sozialwissenschaftler und Philosoph
- Küppers, Gustav Adolf (1894–1978), deutscher Siedlungsforscher und Tobinamburzüchter
- Küppers, Hans (1934–2009), deutscher Politiker (CDU) und Stadtplaner
- Küppers, Hans (1938–2021), deutscher Fußballspieler
- Küppers, Harald (1928–2021), deutscher Farbenforscher, Dozent, Autor, Künstler
- Küppers, Heinrich (1896–1955), deutscher katholischer Pfarrer und Gegner des NS-Regimes
- Küppers, Heinrich (* 1939), deutscher Historiker
- Küppers, Horst (1933–2025), deutscher Kristallograph und Hochschullehrer
- Küppers, Ignaz (1841–1920), deutscher Turner und Turnpädagoge
- Küppers, Jochem (1946–2021), deutscher Altphilologe
- Küppers, Kurt (* 1929), deutscher Fußballspieler
- Küppers, Leo (1880–1946), deutscher Genre-, Interieur- und Stilllebenmaler der Düsseldorfer Schule
- Küppers, Leonhard (1903–1985), deutscher Priester, Kunsthistoriker und Schriftsteller
- Küppers, Lisa (* 1999), deutsche Schauspielerin
- Küppers, Mona (* 1954), deutsche Sportfunktionärin und Frauenrechtlerin
- Küppers, Otto (1888–1986), deutscher Landschaftsmaler der Düsseldorfer Schule
- Küppers, Paul (1858–1936), deutscher Journalist, Politiker und lokaler Historiker
- Küppers, Paul Erich (1889–1922), deutscher Kunsthistoriker, Kurator in Hannover
- Küppers, Ralf (* 1962), deutscher Molekulargenetiker
- Küppers, Stefan (* 1968), deutscher Roman- und Spieleautor
- Küppers, Topsy (1931–2025), österreichische Schauspielerin, Sängerin, Soubrette, Theaterleiterin und BuchautorinTopsy Küppers (1931–2025)

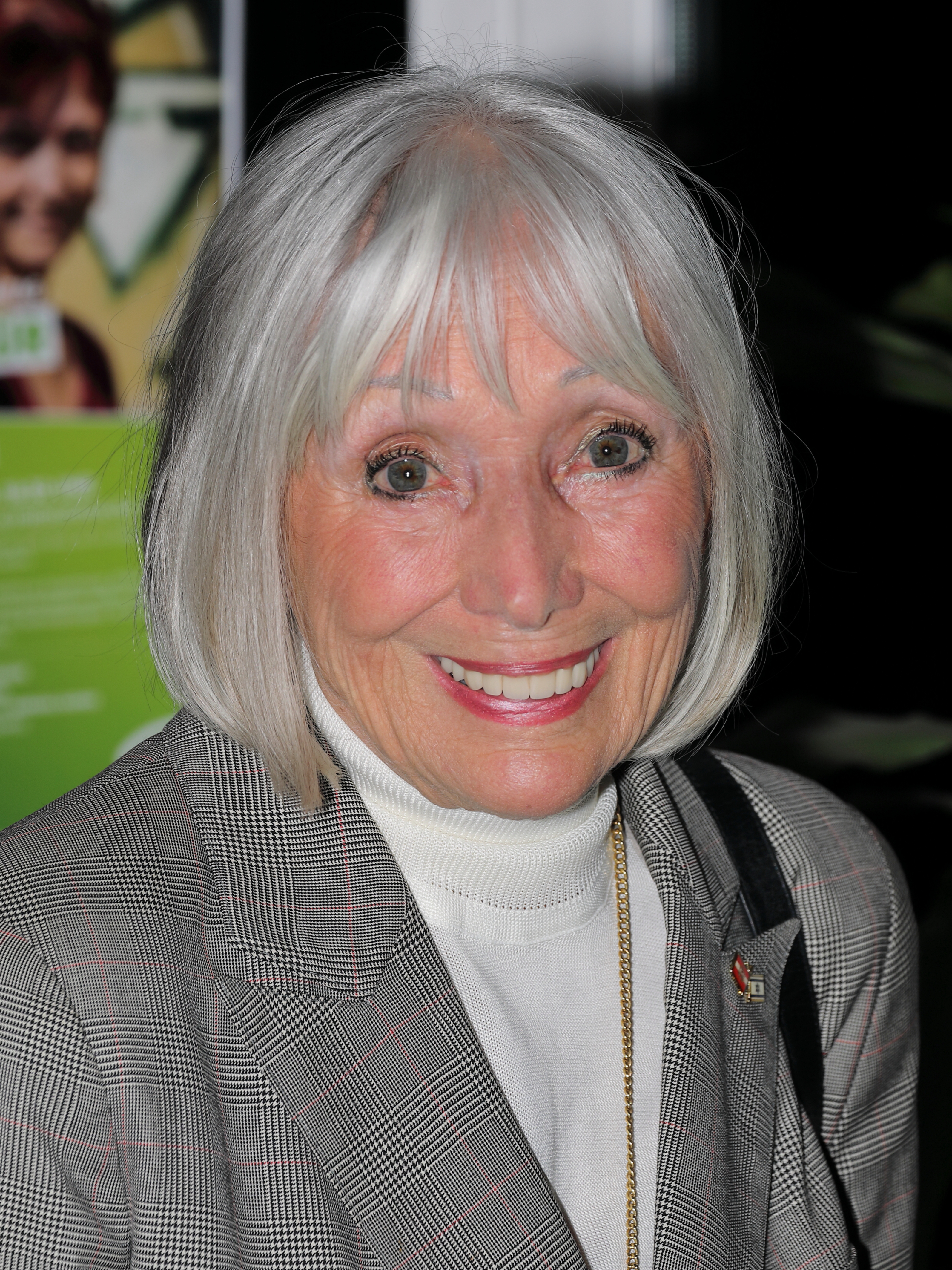
Topsy Küppers (1931–2025)

- Küppers, Walter (1872–1951), deutscher alt-katholischer, später evangelischer Geistlicher
- Küppers, Werner (1905–1980), deutscher alt-katholischer Theologe
- Küppers, Winfried (* 1944), deutscher Schauspieler, Theaterschauspieler und Synchronsprecher
- Küppers-Adebisi, Adetoun (* 1969), deutsche Wirtschaftsingenieurin, Medien- und Gender-Aktivistin, Diversity-Coach, Publizistin und Autorin
- Küppers-Adebisi, Michael (* 1965), deutscher Lyriker, Multimediakünstler sowie Kultur- und Eventmanager
- Küppers-Braun, Ute, deutsche Historikerin und Hochschullehrerin
- Küppersbusch, Adolf (1901–1971), deutscher Unternehmer und Wirtschaftsmanager
- Küppersbusch, Friedrich (1832–1907), deutscher Unternehmer
- Küppersbusch, Friedrich (* 1961), deutscher Journalist und FernsehproduzentFriedrich Küppersbusch (* 1961)

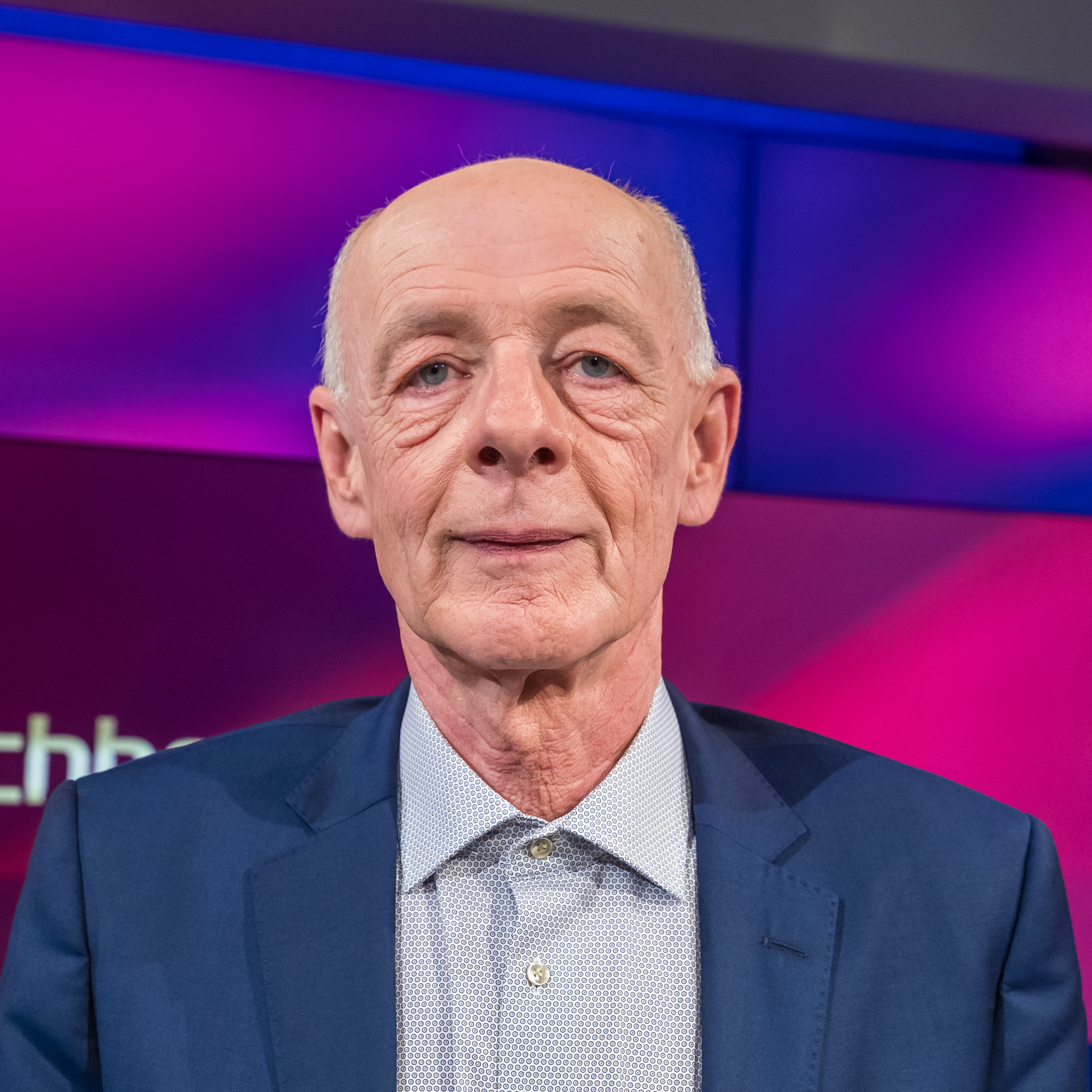
Friedrich Küppersbusch (* 1961)

- Kuppert, Felix (1873–1928), deutscher Jurist und Amtshauptmann
- Kuppi, Lars (* 1971), deutscher Politiker (AfD), MdL
- Kuppinger, Rainer (* 1957), deutscher Fußballspieler
- Kuppisch, Herbert (1909–1943), deutscher Marineoffizier und U-Bootkommandant im Zweiten Weltkrieg
- Kuppler, Conrad Georg (1790–1842), deutscher Maschinenbauer, Ingenieur, Professor
- Kupprion, Alexander (* 1978), deutscher Snowboarder

### Kupr
- Kupraschwili, Henri (* 1946), georgischer Historiker, Politologe und Journalist
- Kuprat, Marian (* 1990), deutscher Singer-Songwriter und Multiinstrumentalist
- Kuprecht, Alex (* 1957), Schweizer Politiker (SVP)
- Kuprejewa, Inna, russische Philosophiehistorikerin
- Kuprejtschyk, Wiktar (1949–2017), belarussischer Schachspieler
- Kuprella, Dieter (1946–2025), deutscher Basketballtrainer
- Kuprella, Helge (* 1970), deutscher Basketballspieler
- Kupres, Mia (* 2004), kanadische Tennisspielerin
- Kuprevičius, Giedrius (* 1944), litauischer Komponist und Musiker
- Kuprian, Hermann (1920–1989), österreichischer Pädagoge und Schriftsteller
- Kuprianoff, Johann (1904–1971), deutscher Lebensmitteltechniker
- Kuprijanow, Michail Wassiljewitsch (1903–1991), russischer Zeichner und Karikaturist
- Kuprijanow, Nikita Jewgenjewitsch (* 2002), russischer Fußballspieler
- Kuprijanowa, Ljudmila Andrejewna (1914–1987), sowjetische Botanikerin
- Kuprin, Alexander Iwanowitsch (1870–1938), russischer SchriftstellerAlexander Iwanowitsch Kuprin (1870–1938)

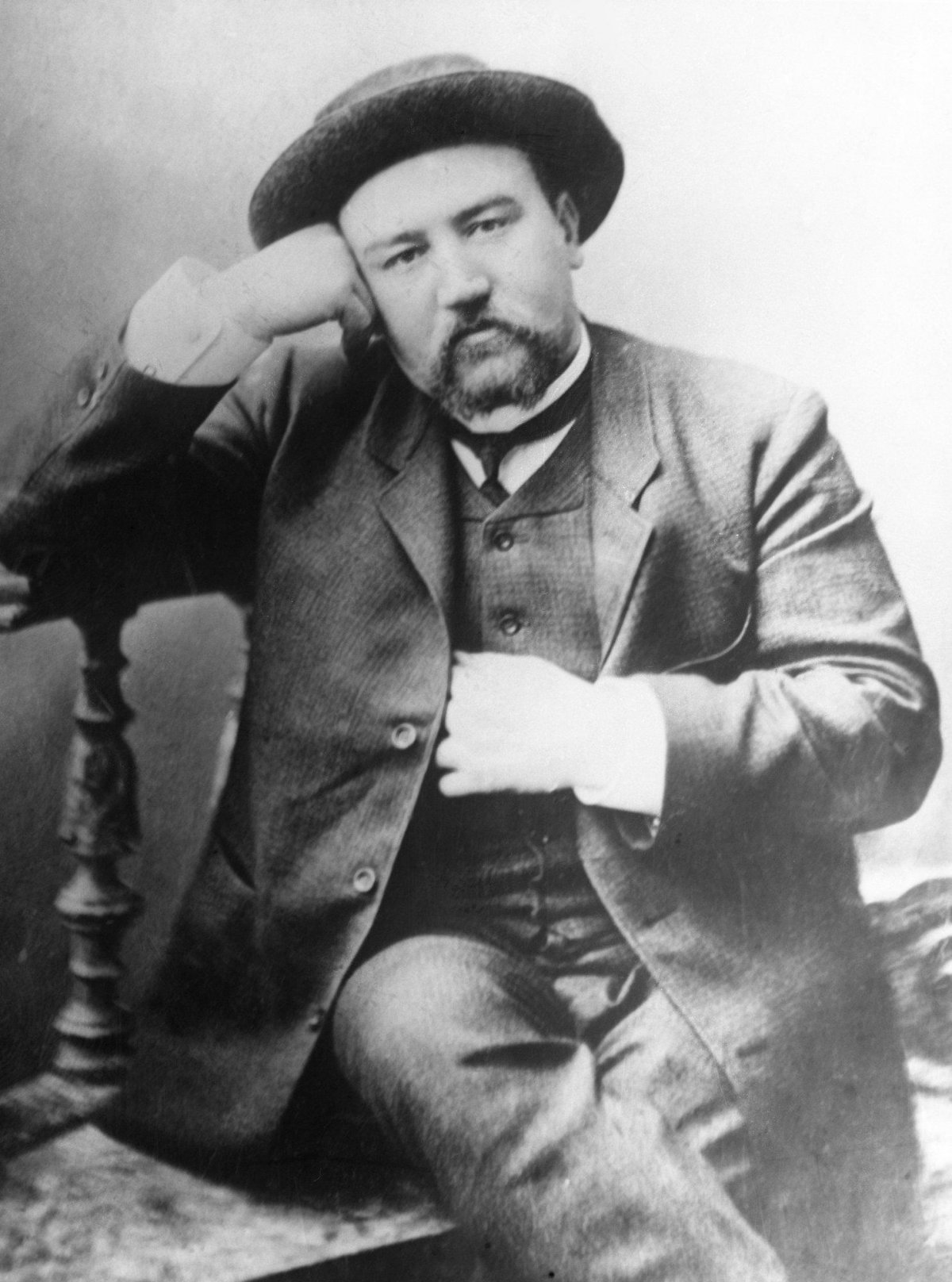
Alexander Iwanowitsch Kuprin (1870–1938)

- Kuprin, Alexander Wassiljewitsch (1880–1960), russischer und sowjetischer Maler
- Kuprionis, John (1901–1982), litauischer Forstwissenschaftler

### Kups
- Kupsa, Friedemann (* 1943), österreichischer Cellist
- Kupsch, Anita (1940–2025), deutsche Schauspielerin und SynchronsprecherinAnita Kupsch (1940–2025)

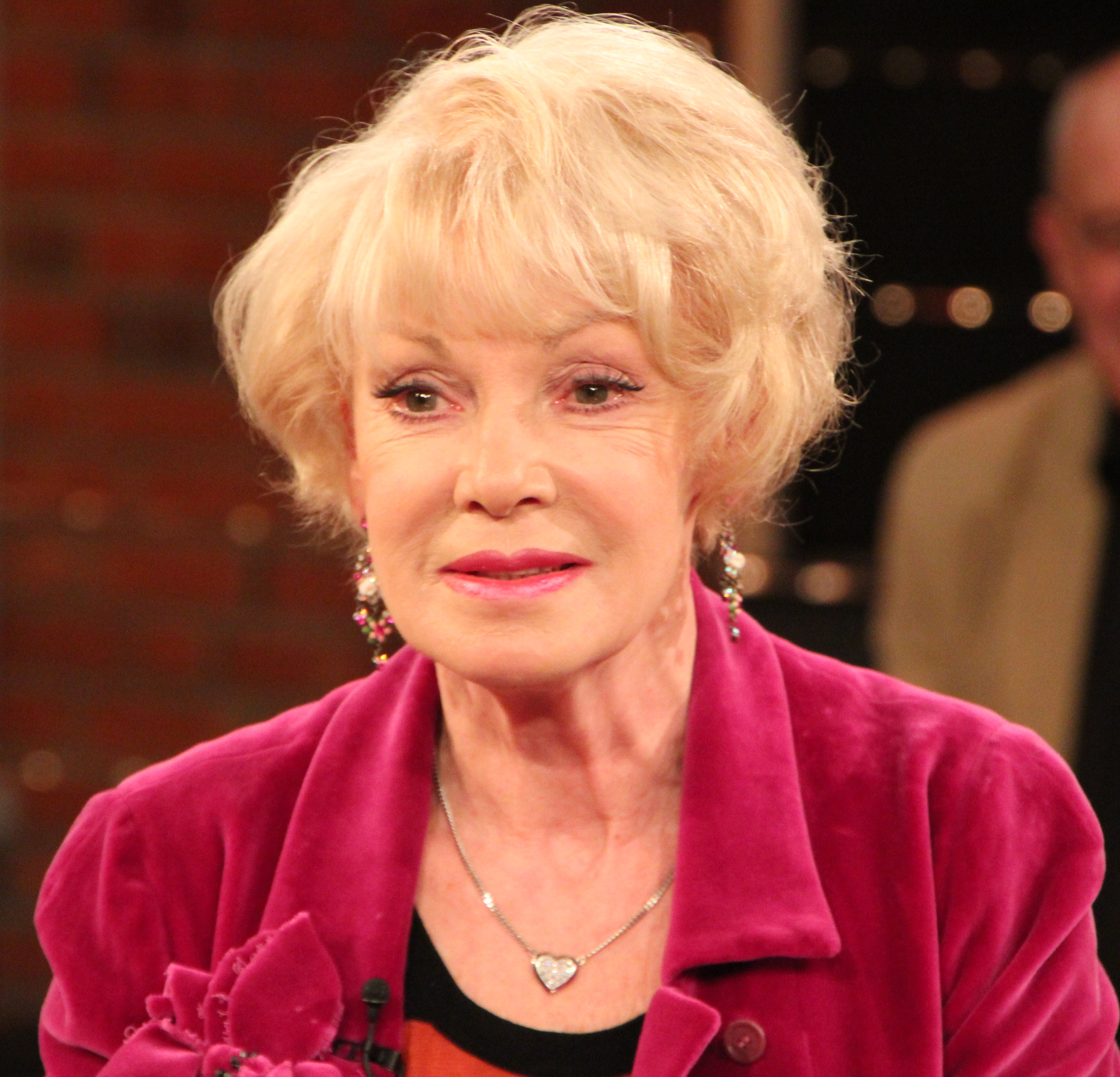
Anita Kupsch (1940–2025)

- Kupsch, Felix (1883–1969), deutscher Bildhauer
- Kupsch, Hans-Karl von (1937–2020), deutscher Verwaltungsjurist
- Kupsch, Joachim (1926–2006), deutscher Schriftsteller
- Kupsch, Peter (* 1943), deutscher Wirtschaftswissenschaftler, Steuerberater und Wirtschaftsprüfer
- Kupsch-Losereit, Sigrid (* 1942), deutsche Übersetzungswissenschaftlerin
- Kupsik, Adam, polnischer Fußballschiedsrichterassistent
- Kupski, Helmut (1932–2020), deutscher Politiker (SPD), MdL
- Kupsky, Karl (1906–1984), österreichischer Architekt und Hochschullehrer
- Kupšys, Alfonsas (* 1951), litauischer Schachspieler

### Kupt
- Kuptel, Rafał (* 1976), polnischer Handballspieler
- Kuptschyna, Alena (* 1965), belarussische Diplomatin und Botschafterin
- Kuptschynskyj, Roman (1894–1976), ukrainischer Dichter, Prosaschriftsteller, Journalist, Komponist und Kritiker

### Kupu
- Kupusović, Njegoš (* 2001), serbischer Fußballspieler

### Kupz
- Kupzowa, Marina Gennadjewna (* 1981), russische Hochspringerin